# Frentismo
Em política, frentismo ou frente comum é uma aliança entre diferentes grupos, forças ou interesses em torno de um objetivo comum.